# سويسرا كدولة فيدرالية
بدأ ظهور سويسرا كدولة فيدرالية في 12 سبتمبر عام 1848، مع تشكيل الدستور الفيدرالي ردًا على حرب الـ28 يومًا الأهلية في سويسرا، حرب الزوندربوند. عُدِّل الدستور الذي كان متأثرًا كثيرًا بدستور الولايات المتحدة الأمريكية وأفكار الثورة الفرنسية عدة مرات خلال العقود التي تلت واستُبدل بالكامل عام 1999. ويُمثل الدستور المرة الأولى التي حُكمت فيها سويسرا من قبل حكومة قوية مركزية بدلًا من أن تكون مجموعة من الكانتونات المرتبطة بالمعاهدات.

## حرب الزوندربوند
انتهت فترة التاريخ السويسري المعروفة بالاسترجاع عام 1847 مع اندلاع الحرب بين الكانتونات الرومانية الكاثوليكية المحافظة والليبرالية البروتستانتية (ذا سونديربوندسكريغ). كان الصراع بين الكانتونات الكاثوليكية والبروتستانتية موجودًا منذ الإصلاح؛ وكان السكان البروتستانت أغلبية في القرن التاسع عشر. أُجري الزوندربوند (بالألمانية: التحالف المنفصل) بعد استحواذ الحزب الديمقراطي الراديكالي على السلطة في سويسرا، واتخاذه تدابيرًا ضد الكنيسة الكاثوليكية بسبب الأغلبية البروتستانتية في الولايات مثل إغلاق أديرة الرهبان والراهبات في كانتون أرجاو عام 1841. عندما حشَّد لوسيرن اليسوعيين بنيَّة الانتقام في نفس السنة، وغزت مجموعات من المتطرفين المسلحين «فغاشيرلر» الكانتون. مما سبب ثورة، وسببها على الأغلب هو كون الكانتونات البعيدة معاقل للمونتانية الفائقة.
كانت الزوندربوند خرقًا للمعاهدة الفيدرالية لعام 1815، المقطع 6، والذي منع التحالفات المنفصلة بوضوح، قررت الأغلبية الراديكالية في تاغساتسونج حل الزوندربوند في 21 أكتوبر عام 1847. أُنشئ جيش الحلفاء ضد أعضاء الزوندربوند، متألفًا من جنود من جميع الولايات الأخرى عدا كانتون نيوشاتل وكانتون أبينزيل إينرهودن، الذين بقوا حياديين. ولم تنضم تيسينو وهي كانتون كاثوليكية إلى الزوندربوند وتحارب إلى جانب البروتستانت. 
استمرت الحرب لأقل من شهر، مسببة أقل من 100 إصابة. بالإضافة إلى الثورات الصغيرة، وكان هذه آخر مواجهة مسلحة في أراضٍ سويسرية.
بدأ المجلس التشريعي مناقشة الدستور الفيدرالي الجديد في نهاية حرب الزوندربوند المُدون من قبل يوهان كونراد كيرن (1808-1888) من ثورجو وهنري دروي (1790-1855) من فاود. وقُبل الدستور في صيف عام 1848 من قبل خمسة عشر ونصف كانتون، مع معارضة أوري، أونتروالدين، فالايس، تيسينو، بينزيل إينرهودن. وأُعلن الدستور الجديد في 12 سبتمبر عام 1848.

## الدستور الفديرالي

### دستور 1848
أنشأ الدستور الجديد لأول مرة الجنسية السويسرية بالإضافة إلى الجنسية الكانتونية.
وُضعت حكومة مركزية فيدرالية أعطت لها الكانتونات أجزاءً معينة من حقوقها السيادية، وأبقت على البقية. أُنشأت الجمعية الاتحادية من مجلسين - مجلس الولايات (ستانديرات)، والذي يتألف من نائبين لكل كانتون (44 عضوًا في الوقت الواحد) والمجلس الوطني (ناشونالرات) والذي يتألف من نواب ينتخبون لفترة ثلاث سنوات، بنسبة واحد لكل 20.000 مواطن أو جزء لـ 10000 من كل كانتون. وتكون المجلس الفيدرالي من سبعة أعضاء انتخبوا من قبل الجمعية الاتحادية. مُنحت الجمعية الاتحادية بأكملها في دستور عام 1848 «سلطة عليا تنفيذية وإدارية للاتحاد». يترأس كل عضو من المجلس الاتحادي واحدًا من الأقسام التنفيذية السبعة. ويحمل رئيس المجلس لقب رئيس الاتحاد السويسري لفترة سنة واحدة، مع مناوبة المنصب بين أعضاء المجلس الاتحادي.
تألفت المحكمة الاتحادية العليا في سويسرا (بونديسجيغيكت) من 11 عضوًا منتخبين لثلاث سنوات من قبل المجلس الاتحادي. كان البونديسجيغيكت يقتصر بشكل رئيسي على القضايا المدنية التي كان الاتحاد طرفًا فيها، ولكنه تعامل أيضًا مع الجرائم السياسية الكبيرة. وتُحفظ جميع المسائل الدستورية مع ذلك للجمعية الاتحادية.
أُسس كل من الجامعة الفيدرالية والكلية متعددة الفنون. كانت جميع قوانين الحصانة القضائية ممنوعة في المستقبل. طُلب من كل الكانتونات معاملة المواطنين السويسريين الذين ينتمون لطائفة مسيحية واحدة كما يعاملون مواطنيهم. كان مواطنو أحد الكانتونات سابقًا يعتبرون مواطني الكانتونات الأخرى مواطنين من بلدان أجنبية. مُنح جميع المسيحيين حق ممارسة ديانتهم ولكن لم يُستقبل اليسوعيين والمذاهب المشابهة الأخرى في أي من الكانتونات. واعتُرف بالألمانية، والإيطالية، والفرنسية كلغات وطنية.
كانت سويسرا فدرالية لا مركزية بشكل كبير، بالرغم من وجود حكومة مركزية بالكامل الآن. بقيت معظم السلطات مع الكانتونات، ومن ضمنها جميع السلطات غير الممنوحة بصورة جلية للحكومة الفدرالية. كان أحد أول القوانين للمجلس الاتحادي هو ممارسة السلطة الممنوحة لهم لتحديد مركز السلطات الفدرالية (العاصمة الفعلية للاتحاد المُنشأ حديثًا)، أُخترت بيرن في 28 نوفمبر عام 1848. وعُقد المجلس الفدرالي الأول في 16 نوفمبر عام 1848، متألفًا بالكامل من أعضاء الحزب الديمقراطي الحر.
وكان أحد أول القوانين للمجلس الاتحادي الجديد هو توحيد وتقييس الحياة اليومية في البلد. أُسست خدمة بريديو موحدة عام 1849. وفُرضت عملة واحدة عام 1850 لتستبدل العملات الكانتونية، وأُلغيت جميع الجمارك بين الكانتونات.
ونُظم التلغراف عام 1851، ووُحدت جميع الأوزان والمقاييس. سُمح بالنظام المتري عام 1868 وأُعلن عام 1875 أنه إجباري وعالمي. وأصبحت الطرق والقنوات تحت السيطرة الفدرالية عام 1854. ولم يُفتتح المعهد الفدرالي السويسري للتكنولوجيا في زيورخ حتى عام 1855، على الرغم من عدم تأسيس الجامعة الفدرالية التي سمح الدستور الجديد بها في ذلك الوقت.
حُظر المرتزقة السويسريون (رايزلاوفوغاي) عام 1859، مع استثناء الحرس السويسري.
وُسِّعت الحقوق الممنوحة للمسيحيين فقط عام 1866 (الحركة بحرية وحرية الدين) التي كانت ممنوحة لهم تحت دستور عام 1848 لتشمل جميع السويسريين بغض النظر عن دينهم.

### الدستور المُعدَّل لعام 1874
عدَّلت جميع الكانتونات دساتيرها باستمرار منذ عام 1848 فصاعدًا، مع احتواء أغلبها على مقدمة للإصلاح، والذي تكون القوانين التي تقترحها السلطة التشريعية ممكنة التقديم (استفتاء اختياري) أو واجبة التقديم (استفتاء إجباري) للشعب للموافقة عليها. وحدث نتيجة لذلك محاولات طبيعية فقط للتعديل على الدستور الفدرالي لعام 1848 بطريقة ديمقراطية ومركزية، بسبب وجود إمكانية تعديل الدستور وتقديم قضية التعديل لتصويت شعبي وذلك بمبادرة من المجلس الاتحادي أو بطلب مكتوب من 50,000 مُقترع سويسري. أُفشلت أول محاولة للتعديل عام 1872 بغالبية صغيرة، وذلك بفضل جهود الحزب المعادي للمركزية. ثم اختيرت مسودة أخرى في النهاية بالرغم من ذلك، وقُبل الدستور الجديد من قبل الناس في 19 إبريل عام 1874 – 141⁄2 كانتون مقابل 71⁄2 (أولئك التابعون لـ 1848 بدون تيسينو، ولكن مع فريبورغ ولوسيرن).
عزز دستور عام 1874 السلطة الفيدرالية. تكون الدستور المعدل من ثلاث نقاط رئيسية. أولًا، أُسس نظام تعليم ابتدائي مجاني، تحت إشراف السلطة الفدرالية، ولكنه يُدار من قبل الكانتونات. وثانيًا، يمنح الشخص المقيم في كانتون آخر جميع الحقوق المجتمعية والكانتونية (كانت الحقوق الكانتونية هي التي تمنح فقط سابقًا) بعد ثلاثة أشهر (بدلًا من سنتين حسب دستور عام 1848). وأخيرًا، أُدخل الإصلاح بشكله «الاختياري»؛ بمعنى أن على القوانين الفدرالية أن تُقدَّم للتصويت الشعبي بطلب 30,000 مواطن سويسري أو ثمان كانتونات. لم تُدخل المبادرة (وتعني الحق في إجبار السلطة التشريعية على النظر في موضوع معين أو مشروع قانون) إلى الدستور الفدرالي حتى عام 1891 (عندما أعطيت لـ 50,000 مواطن سويسري) ومن ثم إلى تعديل جزئي فقط (وليس كلي) للدستور.

## التصنيع والنمو الاقتصادي
شهدت الفترة بين 1847 و1914 تطورًا في شبكة خطوط السكك السويسرية. افتتحت جمعية سكك الحديد السويسرية الشمالية أول خط سكك حديد على الأراضي السويسرية عام 1847، الرابط بين زيوريخ وبادين. واكتمل نفق غوتهارد للسكك الحديدية عام 1881.
ترجع أصول صناعة الساعات السويسرية إلى القرن الثامن عشر، ولكنها ازدهرت خلال القرن التاسع عشر، مُحولةً قرية لا شو دو فون إلى مركز صناعي. ووَسع النمو الحضاري السريع زيوريخ، التي اندمجت مع ضاحية أوسيرسيهل في نفس البلدية عام 1891.
وبرزت الخدمات المصرفية كعامل ملحوظ في الاقتصاد السويسري مع تأسيس بنك الاتحاد السويسري عام 1862، ومؤسسة البنك السويسري عام 1872.
أرسى العصر الذهبي لتسلق جبال الألب بين الخمسينات والستينات من القرن الثامن عشر الأساس لمجال السياحة في سويسرا.